# Tuvmattvävare
Tuvmattvävare (Tenuiphantes tenuis) är en spindelart som först beskrevs av John Blackwall 1852.  Tuvmattvävare ingår i släktet Tenuiphantes och familjen täckvävarspindlar. Arten är reproducerande i Sverige. Inga underarter finns listade i Catalogue of Life.